# James Ma
James Assarasakorn (en tailandés: เจมส์ อัศรัสกร), más conocido como James Ma (เจมส์ มาร์), es un actor, modelo y presentador tailandés.

## Biografía
Hijo de Smit Assarasakorn, tiene una hermana menor llamada Vanessa Assarasakorn.
Estudió en la NIST International School, después se transfirió a la Quarry Bay International School y más tarde a la South Island School de Hong Kong. A su regreso a Tailandia ingresó en la Harrow International School y posteriormente ingresó en la Universidad Assumption, de donde se graduó con un grado en administración.
Habla con fluidez cantonés, inglés y tailandés.
Antes de convertirse en actor, James pensó en ser jugador de golf profesional, en el 2008 ganó una medalla de oro durante el "ISSFHK Golf Pairs Championship" en Hong Kong.
Es muy buen amigo del actor Nadech Kugimiya, así como de las actrices Urassaya Sperbund, Kimberly Ann Voltemas y Mint Chalida.

## Carrera
En el 2013 firmó un contrato y es miembro de "Channel 3".
Ha aparecido en sesiones fotográficas para "Harper-GR", "Fortune", "The Aseaner", "GM Style", "Secret", "Mellow", "Touch", "Around", "Looker", "Lemonade", entre otros...
Junto a Mario Maurer, Nadech Kugimiya, Sukollawat "Weir" Kanarot y Phuphoom Pongpanu formaron el grupo de pop "Give Me 5".
El 15 de junio del 2013 se unió al elenco principal de la quinta y última parte de la serie Suparburoot Jutathep Series (también conocida como 	Gentlemen of Jutathep Series): Khun Chai Taratorn donde dio vida a Khun Chai Ronapee, un piloto de la Fuerza Aérea Real con un sentido de obligación a su trabajo y responsabilidades, hasta el final de la serie el 7 de julio del mismo año.
El 21 de abril del 2016 se unió al elenco principal de la serie Piang Chai Kon Nee Mai Chai Poo Wised donde interpretó al médico Satawat "Wat" Winwiwat, un joven que termina comprometido con Anusaniya Woralertluk (Kimberly Ann Voltemas), luego de que su madre le deba una gran cantidad de dinero a su familia, pero que poco a poco comienza a enamorarse de ella, hasta el final de la serie el 9 de junio del mismo año.
El 10 de junio del 2019 se unió al elenco principal de la serie Klin Kasalong (también conocida como "King Kasalong") donde interpretó a Thanakrit, un joven cuya vida siempre termina entrelazada con la de Kasalong (Urassaya Sperbund), hasta el final de la serie el 29 de julio del mismo año.

## Filmografía

### Series de televisión
| Año  | Título en tailandés                                         | Título en inglés               | Personaje                  | Cadena    | Notas        |
| ---- | ----------------------------------------------------------- | ------------------------------ | -------------------------- | --------- | ------------ |
| 2019 | Klin Kasalong (กลิ่นกาสะลอง)                                  | "The Scent of Memory"          | Thanakrit                  | Channel 3 | 15 episodios |
| 2018 | Duang Jai Nai Fai Nhao (ดวงใจในไฟหนาว)                      | -                              | Yiamyuth                   | Channel 3 |              |
| 2018 | Chaat Seur Pan Mungkorn (ชาติเสือพันธุ์มังกร)                     | "National Tiger Dragon"        | Lim Bun Hou / Songward     | Channel 3 |              |
| 2017 | Sai Tarn Hua Jai (สายธารหัวใจ)                               | -                              | Narang                     | Channel 3 | 11 episodios |
| 2017 | Arkom (อาคม)                                                | "Magic"                        | Songklod                   | Channel 3 | 14 episodios |
| 2016 | Piang Chai Kon Nee Mai Chai Poo Wised (เพียงชายคนนี้ไม่ใช่ผู้วิเศษ) | "Just a Man, Not a Magician"   | Dr. Satawat "Wat" Winwiwat | Channel 3 | 15 episodios |
| 2015 | Ka Badim (ข้าบดินทร์)                                          | "The King's Servant"           | Haym                       | Channel 3 | 14 episodios |
| 2013 | Gentlemen of Jutathep Series: Khun Chai Ronapee (คุณชายรณพีร์) | "Gentlemen of Jutathep Series" | M.R. Ronapee Jutathep      | Channel 3 | 11 episodios |

### Películas
| Año  | Título                 | Personaje    | Notas                 |
| ---- | ---------------------- | ------------ | --------------------- |
| 2017 | Microlove              | Pat          | junto a Hahm Eun-jung |
| 2016 | Rong Tao Kaang Sut Tai | -            | junto a Diana Flipo   |
| 2014 | Thai Niyom: Prince Pom | Príncipe Pom | corto                 |

### Apariciones en programas
| Año  | Programa                         | Notas                          |
| ---- | -------------------------------- | ------------------------------ |
| 2019 | ป๊อกกี้ On The Run - The Reality    |                                |
| 2016 | #Switch                          | ep. #38                        |
| 2016 | Gang Ruk Dek" Talk Show          |                                |
| 2016 | Keng Kwang Baang Shani Talk Show |                                |
| 2015 | 3 Zaap                           |                                |
| 2015 | Tonight Show                     | junto a Chalida Vijitvongthong |

### Apariciones en videos musicales
| Año  | Artista                       | Canción          | Notas |
| ---- | ----------------------------- | ---------------- | ----- |
| 2013 | Chinawut Indracusin (ชิน ชินวุฒ) | "อย่าบอกฉันว่าให้ไป" |       |

### Anuncios
| Año               | Anuncio / Marca                           | Notas                                                                   |
| ----------------- | ----------------------------------------- | ----------------------------------------------------------------------- |
| 2015 - presente   | Me-O                                      |                                                                         |
| 2017              | Scotch Puree' Prune                       |                                                                         |
| 2016              | Ele Cream                                 | junto a Kimberly Ann Voltemas                                           |
| 2016              | Nescafé - Blend & Brew                    | junto a Peechaya "Min" Wattanamontree                                   |
| 2014              | Giffarine - LZvit Plus A                  |                                                                         |
| 2014              | Giffarine - Delivery 1101                 |                                                                         |
| 2014              | Tesco Lotus - Go Go Goal!                 |                                                                         |
| 2014              | Tasto - Potato Waffles                    |                                                                         |
| 2014              | SCB Credit Card - Xtra Platinum Card      |                                                                         |
| 2013 - 2014, 2016 | Pepsi                                     | junto a Kimberly Ann Voltemas (2016) junto a Dan Aaron Ramnarong (2013) |
| 2013 - 2014       | Palung Kids / Kids-2                      |                                                                         |
| 2013 - 2014       | TESCO Lotus                               |                                                                         |
| 2013              | TESCO Lotus - Make a Wish                 |                                                                         |
| 2013              | ADDA - Jump                               |                                                                         |
| 2013              | Mazda 2 Sports                            |                                                                         |
| 2013              | Giffarine - Easles Peach Juice 10%        |                                                                         |
| 2013              | if Fruitamin                              |                                                                         |
| 2013              | Tasto - Potato Chips                      |                                                                         |
| 2013              | TrueMove H                                |                                                                         |
| 2013              | Pepsi Live for Now with Manchester United |                                                                         |

## Discografía

### Singles
| Año  | Canción | Título en inglés           | Notas                                          |
| ---- | ------- | -------------------------- | ---------------------------------------------- |
| 2014 | -       | "1, 2, 3, 4, 5 I Love You" | con "Give Me 5"(banda de música pop tailandés) |

### Participación en conciertos
| Año  | Nombre                                        | Notas                                                                                |
| ---- | --------------------------------------------- | ------------------------------------------------------------------------------------ |
| 2019 | 49th Thai TV3 Anniversary                     | [ 4 ]                                                                                |
| 2018 | We Will Love You - Happy Anniversary 48th CH3 |                                                                                      |
| 2017 | Love Is In The Air Charity Concert            |                                                                                      |
| 2016 | 46th Anniversary - Love Mission               |                                                                                      |
| 2015 | 45th Channel3 Anniversary                     | [ 5 ]                                                                                |
| 2014 | Give Me 5 Concert                             | junto a Mario Maurer, Nadech Kugimiya, Sukollawat "Weir" Kanarot y Phuphoom Pongpanu |

## Premios y nominaciones
| Año  | Categoría                                                   | Premio                        | Series                                | Resultado |
| ---- | ----------------------------------------------------------- | ----------------------------- | ------------------------------------- | --------- |
| 2017 | Inspirational Actor of the Year                             | Secret Inspiration Award      | Arkom                                 | Ganó      |
| 2017 | Best Drama Actor of the Year                                | 6th Daradaily The Great Award | Piang Chai Kon Nee Mai Chai Poo Wised | Ganó      |
| 2017 | Cool Guy of the Year                                        | 6th Daradaily The Great Award | Piang Chai Kon Nee Mai Chai Poo Wised | Nominado  |
| 2017 | Best Main Actor                                             | 8th Nataraj Award             | Piang Chai Kon Nee Mai Chai Poo Wised | Nominado  |
| 2016 | Male Heartthrob                                             | 11th OK! Award                | Piang Chai Kon Nee Mai Chai Poo Wised | Ganó      |
| 2016 | Charming Star (Male)                                        | Maya Award                    | Ka Badin                              | Nominado  |
| 2016 | Excellent Actor (Drama)                                     | Maya Award                    | Ka Badim                              | Nominado  |
| 2016 | Best Leading Actor                                          | 7th Nataraja Award            | Ka Badim                              | Nominado  |
| 2016 | Leading Actor of the Year                                   | 2nd TrueLife Award            | Ka Badim                              | Nominado  |
| 2016 | Popular Actor Award                                         | 13th Kom Chad Luek Award      | Ka Badim                              | Nominado  |
| 2016 | Best Actor                                                  | 13th Kom Chad Luek Award      | Ka Badim                              | Nominado  |
| 2016 | Outstanding Actor                                           | 30th TV Gold Award            | Ka Badim                              | Nominado  |
| 2016 | Top-Talk About Actor                                        | 6th Mthai Top-Talk Award      | Ka Badim                              | Nominado  |
| 2016 | Best Drama Actor of the Year                                | 5th Daradaily The Great Award | Ka Badim                              | Nominado  |
| 2015 | Most Popular Actor                                          | TV3 Fanclub Award             | Ka Badim                              | Nominado  |
| 2015 | Best Actor                                                  | SeeSan Bunterng Award         | Ka Badim                              | Ganó      |
| 2014 | Popular Actor Award                                         | 8th Kazz Award                | Gentlemen of Jutathep Series          | Nominado  |
| 2014 | Popular Actor Award                                         | 11th Kom Chad Luek Award      | Gentlemen of Jutathep Series          | Nominado  |
| 2014 | Male Rising Star of the Year                                | 3rd Daradaily The Great Award | Gentlemen of Jutathep Series          | Nominado  |
| 2014 | Fantasy Couple of the Year (junto a Chalida Vijitvongthong) | SeeSan Bunterng Award         | Gentlemen of Jutathep Series          | Nominados |
| 2014 | Rising Male Star of the Year                                | SeeSan Bunterng Award         | Gentlemen of Jutathep Series          | Nominado  |
| 2014 | Popular Actor of the Year                                   | SeeSan Bunterng Awardd        | Gentlemen of Jutathep Series          | Nominado  |
| 2013 | Male Rising Star                                            | 8th OK! Award                 | Gentlemen of Jutathep Series          | Nominado  |
| 2013 | Male Rising Star                                            | 11th Seventeen Choice Award   | Gentlemen of Jutathep Series          | Ganó      |
| 2013 | Male Rising Star                                            | TV3 Fanclub Award             | Gentlemen of Jutathep Series          | Ganó      |
| 2013 | Top 10 Stars                                                | Weekend Magazine Award        | -                                     | Ganó      |